# Caecilia Paulina
Caecilia Paulina was de vrouw van de eerste soldatenkeizer Maximinus I Thrax en samen met hem, hadden ze een zoon Gaius Iulius Verus Maximus. Maximus en Gaius werden beiden vermoord door hun eigen troepen in 238.

## Biografie
Van haar leven is zo goed als niets gekend, zelf het jaar van haar dood niet. Men vermoedt eind het jaar 235, begin 236. Zij werd daarna door haar man vergoddelijkt. Op haar munten verscheen het opschrift : Diva Paulina.